# Basella leandriana
Basella leandriana är en växtart i släktet malabarspenater och familjen malabarspenatväxter. Den beskrevs först av Joseph Marie Henry Alfred Perrier de la Bâthie. Inga underarter finns listade i Catalogue of Life.
Basella leandriana är endast känd från några fyndorter i centrala, östra och södra Madagaskar, där den återfunnits på tämligen låg höjd. Skillnaderna mellan B. leandriana och den mycket närbesläktade B. madagascariensis är inte helt tydligt beskrivna i forskningen; fruktställningen hos B. madagascariensis är tunnare än hos B. leandriana och frukterna är mindre och rundare, men det är inte uteslutet att detta utgör variationer inom samma art.